# Bengaluru
Bengaluru (offizieller Name seit 2014; Kannada: ಬೆಂಗಳೂರು Beṅgaḷūru [ˈbeŋɡəɭuːru] ⓘ, zuvor englisch Bangalore [ˈbæŋɡəlɔːr] ⓘ) ist die Hauptstadt des indischen Bundesstaates Karnataka im Süden des Landes.
Mit 13,19 Millionen Einwohnern (2022) ist sie nach Delhi, Mumbai und Kalkutta die viertgrößte Stadt Indiens. Bengaluru ist auch Verwaltungssitz der Distrikte Bengaluru Urban und Bengaluru Rural.
Bengaluru ist ein Zentrum der zivilen und militärischen Luft- und Raumfahrtindustrie und -forschung Indiens. In jüngerer Zeit hat es sich zudem zu einem der wichtigsten IT-Zentren des Landes entwickelt. Wegen der zahlreichen Parkanlagen wird von Bengaluru auch oft als der „Gartenstadt“ gesprochen.

## Geographie und Klima
Bengaluru liegt im Dekkan-Tafelland, im südlichen Teil des indischen Subkontinents, auf etwa 900 m. Dadurch herrschen trotz der tropischen Lage auf etwa 13 Grad nördlicher Breite milde Temperaturen – im Winter geht die Temperatur nachts bis etwa 15 Grad Celsius zurück, im Sommer kann sie tagsüber bis 37 Grad Celsius ansteigen. Der Monsunregen dauert von Mai bis Oktober.
|                       | Jan  | Feb  | Mär  | Apr  | Mai   | Jun  | Jul   | Aug   | Sep   | Okt   | Nov  | Dez  |   |       |
| Mittl. Tagesmax. (°C) | 27,4 | 30,1 | 32,8 | 33,9 | 33,1  | 29,4 | 27,8  | 27,7  | 28,1  | 27,9  | 26,8 | 26,2 | ⌀ | 29,3  |
| Mittl. Tagesmin. (°C) | 15,1 | 16,6 | 19,1 | 21,3 | 21,2  | 19,9 | 19,4  | 19,3  | 19,2  | 19,0  | 17,3 | 15,4 | ⌀ | 18,6  |
|                       |      |      |      |      |       |      |       |       |       |       |      |      |   |       |
| Niederschlag (mm)     | 4,7  | 7,5  | 10,5 | 47,0 | 112,8 | 81,2 | 110,5 | 136,8 | 183,7 | 165,1 | 58,1 | 16,8 | Σ | 934,7 |
|                       |      |      |      |      |       |      |       |       |       |       |      |      |   |       |
| Sonnenstunden (h/d)   | 8,5  | 8,8  | 8,8  | 8,6  | 7,8   | 4,6  | 3,6   | 3,7   | 4,8   | 5,6   | 6,3  | 6,8  | ⌀ | 6,5   |
|                       |      |      |      |      |       |      |       |       |       |       |      |      |   |       |
| Regentage (d)         | 0,5  | 0,9  | 1,2  | 4,4  | 9,6   | 10,6 | 15,2  | 16,5  | 14,4  | 11,2  | 6,8  | 3,1  | Σ | 94,4  |
|                       |      |      |      |      |       |      |       |       |       |       |      |      |   |       |
| Luftfeuchtigkeit (%)  | 60   | 52   | 45   | 51   | 60    | 72   | 76    | 79    | 76    | 73    | 70   | 68   | ⌀ | 65,2  |

| 15,1 |

| 16,6 |

| 19,1 |

| 21,3 |

| 21,2 |

| 19,9 |

| 19,4 |

| 19,3 |

| 19,2 |

| 19,0 |

| 17,3 |

| 15,4 |

| 15,1 |

| 16,6 |

| 19,1 |

| 21,3 |

| 21,2 |

| 19,9 |

| 19,4 |

| 19,3 |

| 19,2 |

| 19,0 |

| 17,3 |

| 15,4 |

Größtes Gewässer ist der Bellandur-See.

## Geschichte

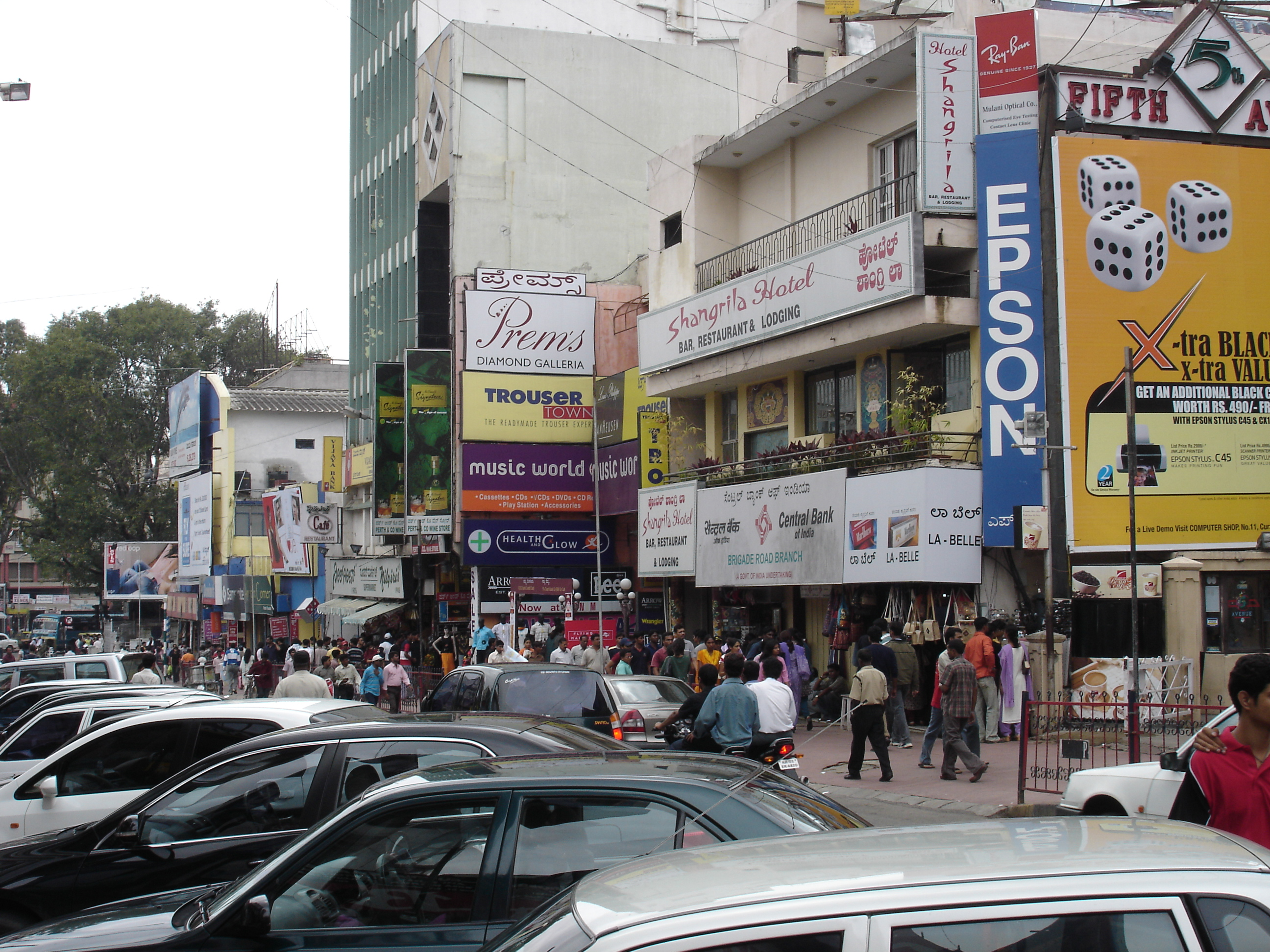
Einkaufsstraße in Bengaluru

Bengaluru wurde wahrscheinlich 1537 von Kempe Gowda I (1510 bis 1570) gegründet. Kempe Gowda soll für diese neue Stadt den Namen Bengaluru gewählt haben, da seine Mutter und seine Ehefrau aus einer Ansiedlung dieses Namens stammen, die heute noch als Halebengaluru (Alt-Bengaluru) nahe Bengaluru existiert. Nach einer anderen Version gab eine alte Frau im 10. Jahrhundert König Veeraballa gekochte Bohnen zu essen, als er sich im Wald verirrt hatte. Aus Dankbarkeit soll er den Ort danach Benda Kaluru, die „Stadt der gekochten Bohnen“, genannt haben.
Die Briten unter Charles Cornwallis eroberten die Stadt 1799 in einer Schlacht mit Tipu Sultan und anglisierten den Namen zu „Bangalore“.
Im Jahr 1898 wurde Bangalore von einer Pestepidemie heimgesucht, die eine große Zahl von Opfern forderte. Als Konsequenz daraus wurden Abwasser- und Gesundheitswesen modernisiert und Vorschriften für Sanitäranlagen beim Bau neuer Häuser erlassen. 1900 wurde das Victoria Hospital eröffnet.
Nach 1900 dehnte sich Bangalore schnell aus. Bis 1950 entstanden die Stadtteile Basavanagudi, Malleshwaram, Kalasipalyam, Gandhinagar und Jayanagar.
Bis 1949 war Bangalore eine wichtige Garnisonsstadt der Briten, wovon noch heute Straßennamen wie Brigade Road oder Residency Road zeugen.
Im Jahr 2006 beschloss die Regierung des Bundesstaats Karnataka, die anglisierte Schreibung „Bangalore“ der Kannada-Form entsprechend in „Bengaluru“ zu ändern. Die indische Regierung genehmigte diesen Beschluss im Jahr 2014.

## Bevölkerung

### Bevölkerungsstruktur
| Jahr | Einwohnerzahl |
| ---- | ------------- |
| 1950 | 746.000       |
| 1960 | 1.166.000     |
| 1970 | 1.615.000     |
| 1980 | 2.812.000     |
| 1990 | 4.043.000     |
| 2000 | 5.581.000     |
| 2010 | 8.296.000     |
| 2017 | 11.990.000    |
| 2022 | 13.190.000    |

Bei der Volkszählung 2011 wurden in Bengaluru 8.425.970 Einwohner registriert. Damit ist Bengaluru nach Mumbai und Delhi die drittgrößte Stadt Indiens. Für die Agglomeration Bengaluru wurde eine Zahl von 8.499.399 Einwohnern ermittelt. Unter den Ballungsräumen Indiens nimmt Bengaluru damit den fünften Platz hinter Mumbai, Delhi, Kolkata und Chennai ein. Durch seinen wirtschaftlichen Aufschwung und die damit einhergehende Zuwanderung erlebt der Raum Bengaluru ein erhebliches Bevölkerungswachstum, zwischen 2001 und 2011 hat sich die Einwohnerzahl der Agglomeration um knapp 100 Prozent gesteigert.
Für 2050 wird mit einer Bevölkerung von über 15,6 Millionen Menschen im Ballungsraum gerechnet.

### Sprachen

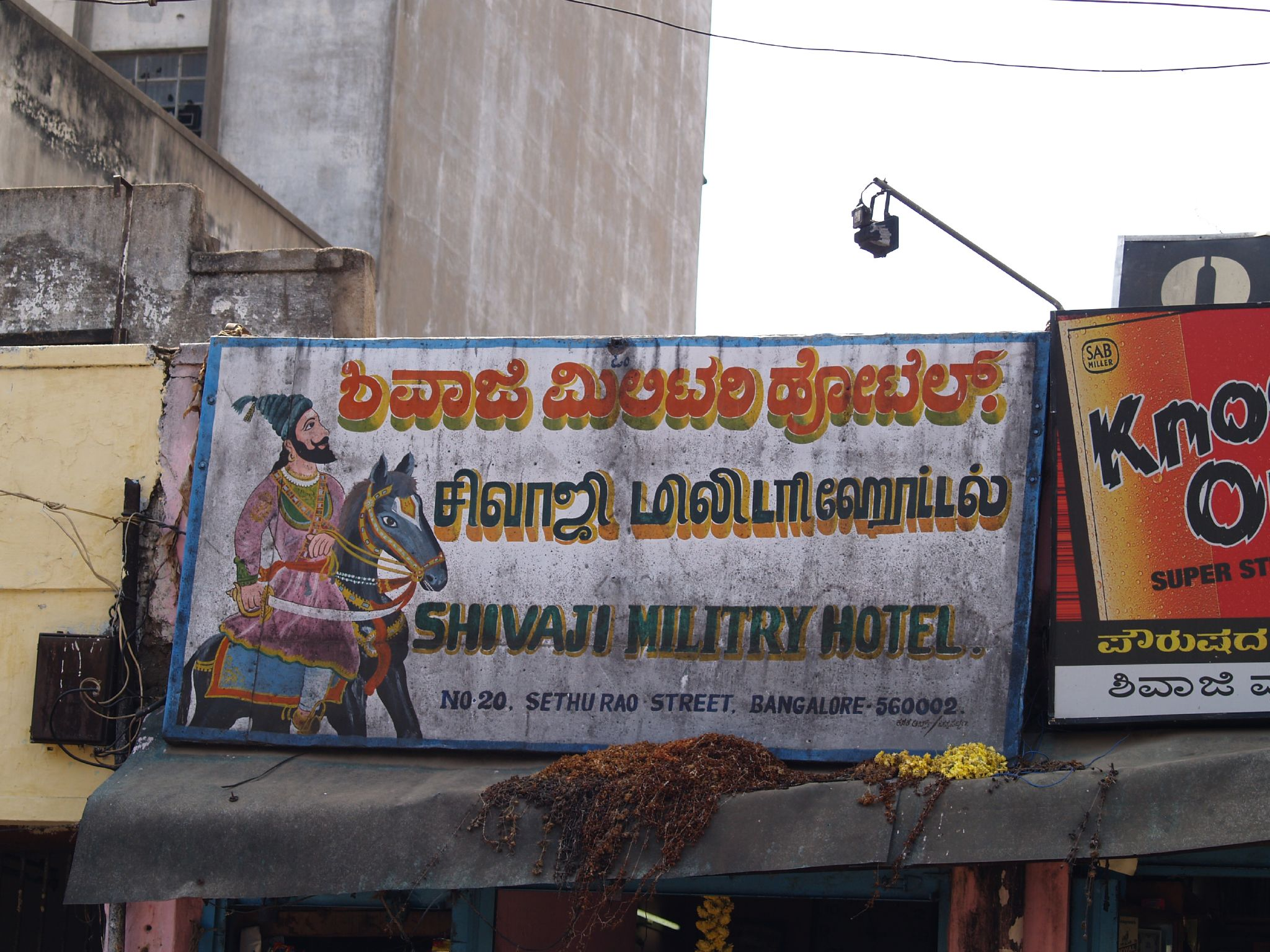
Mehrsprachiges Schild in Bengaluru (Kannada, Tamil, Englisch)

Über die Hälfte der Bevölkerung Bengalurus sind Zuwanderer aus anderen Teilen Indiens und der Welt – zu einem guten Teil qualifizierte IT-Fachkräfte, was der Stadt eine kosmopolitische Prägung gegeben hat. Entsprechend groß ist die sprachliche Vielfalt. Verwaltungs- und Verkehrssprache in Bengaluru ist Kannada, die Hauptsprache Karnatakas. Die Kannada-Sprecher machen unter den Einwohnern Bengalurus nach der Volkszählung 2001 mit 36 % aber nur eine relative Mehrheit aus. Unter der muslimischen Bevölkerung Bengalurus ist traditionell Urdu verbreitet, dessen Sprecher 15 % der Stadtbevölkerung ausmachen. Der Rest entfällt auf Sprachen, die von Einwanderern aus anderen Teilen Indiens gesprochen werden: Tamil (21 %), Telugu (14 %), Hindi (4 %), Malayalam (3 %), Marathi (3 %) und Sonstige (4 %). Wie überall in Indien spielt Englisch eine wichtige Rolle als Bildungs- und Verkehrssprache.
In der Vergangenheit ist es wiederholt zu Konflikten zwischen Kannada-Sprechern und Zuwanderern gekommen. So forderten schwere anti-tamilische Ausschreitungen 1991 zwanzig Todesopfer. Die Spannungen zwischen diesen beiden Bevölkerungsteilen zeigten sich auch in der Kontroverse um die Tiruvalluvar-Statue, ein Denkmal für den tamilischen Dichterheiligen Tiruvalluvar, das bereits 1992 aufgestellt wurde, aber erst 2009 enthüllt werden konnte.

### Religionen
Nach der Volkszählung 2011 sind von den Einwohnern Bengalurus 79 % Hindus, 14 % Muslime, 6 % Christen und 1 % Jainas.

## Wirtschaft
Laut einer Studie aus dem Jahr 2014 erwirtschafte der Großraum Bengaluru ein Bruttoinlandsprodukt von 45,3 Milliarden US-Dollar (KKP). Es gehörte damit zu den 300 wirtschaftsstärksten Metropolregionen weltweit und belegte den fünften Platz in Indien hinter Delhi, Mumbai, Kolkata und Chennai. Das BIP pro Kopf betrug 5.051 US-Dollar, womit Bengaluru das zweitniedrigsten Pro-Kopf Einkommen unter allen 300 untersuchten Städten aufwies. Das BIP pro Kopf stieg zwischen 2000 und 2014 im Durchschnitt um jährlich 5,5 Prozent. 2024 lag das BIP von Bengaluru bei knapp 130 Milliarden US-Dollar und hatte damit einen Anteil von knapp 40 Prozent an der Gesamtwirtschaft von Karnataka. Wirtschaftlich zählt Bengaluru zu den am schnellsten wachsensten Städten der Welt.
Die Stadt gilt als eines der weltweit wichtigsten Zentren für Jungunternehmen. Zwischen 2010 und 2024 sammelten Start-up-Unternehmen in Bengaluru knapp 70 Milliarden US-Dollar an Risikokapital ein, davon 15 Milliarden allein im Jahr 2024.

### Luft- und Raumfahrt
Ein wichtiger Faktor für den wirtschaftlichen Aufschwung Bengalurus war, dass die indische Regierung hier – weit weg und daher gut geschützt vor potenziellen Gegnern wie Pakistan und der Volksrepublik China – stark in Forschung und Schwerindustrie, insbesondere in Luft- und Raumfahrt investiert hat. So hat Hindustan Aeronautics Limited (HAL), die zivile wie militärische Flugzeuge entwickelt und baut, ihr Hauptquartier in Bengaluru.
Neben den National Aerospace Laboratories (NAL) ist auch die Indian Space Research Organisation (ISRO) in Bengaluru beheimatet, die erfolgreich Satelliten und Raketen entwickelt und startet.

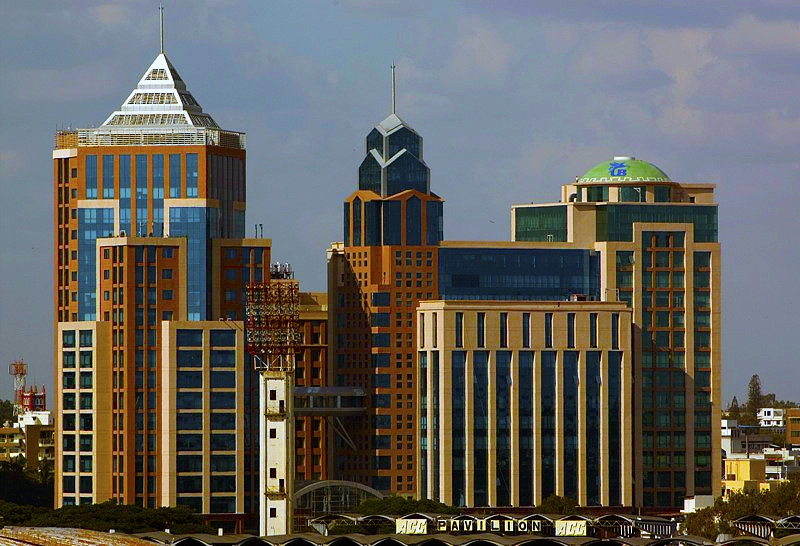
Modernes Bengaluru

### IT-Industrie
In den letzten Jahren haben sich in Bengaluru viele in- und ausländische Computer- und Hochtechnologiefirmen angesiedelt, die die Stadt zu einem Zentrum der indischen Softwareindustrie machten und ihr den Beinamen „indisches Silicon Valley“ eingebracht haben. Ein Grund hierfür ist auch das vergleichsweise angenehme Klima, denn anders als in den schwülwarmen Küstenregionen herrscht im Sommer hier meist eine trockene Hitze. Insbesondere große internationale Unternehmen sowie Call-Center haben sich hier in großen „Technikparks“ wie Electronics City oder International Technology Park (ITPL) niedergelassen. Dadurch hat sich in Bengaluru eine breite Mittelschicht von hoch qualifizierten und überdurchschnittlich verdienenden indischen Informatikern gebildet.
Indien ist der weltgrößte Exporteur von IT-Dienstleistungen. Der Leistungsdruck, dem die Programmierer ausgesetzt sind, ist enorm hoch. Es wird ein Zusammenhang hergestellt mit der Tatsache, dass Bengaluru seit 2007 die höchste Selbstmordrate aller indischen Städte zu verzeichnen hat (Stand: 2008).

### Biotechnologie
Biotechnologie ist ein weiterer, stark wachsender Wirtschaftszweig in Bengaluru. Knapp 100 der 240 indischen Biotechnologiefirmen haben ihren Sitz in Bengaluru, unter anderem Biocon (in der Liste der weltweit umsatzstärksten Biotechnologiefirmen derzeit auf Rang 16) und Sartorius mit einem 2009 neu eröffneten Campus.

## Stadtleben, Tourismus
Aufgrund der relativ breiten wohlhabenden Mittelschicht rund um die IT-Industrie hat sich ein großes, westlich geprägtes Konsumangebot mit Einkaufszentren, Multiplex-Kinos, Restaurants, Pubs und Bars und einem vergleichsweise aktiven – wenn auch nicht mit westlichen Verhältnissen vergleichbaren – Nachtleben entwickelt. Die Jugend der Stadt ist mode- und techniktrendbewusst.
Restaurants bieten überwiegend vegetarische Gerichte aus verschiedenen Regionen Indiens an, einige zudem chinesisches und westliches Essen. Westliches Fast Food ist mittlerweile in vielen Stadtteilen erhältlich – im Oktober 2004 wurde die erste McDonald’s-Filiale eröffnet, die erste Filiale von KFC schon 1996, damals unter Protesten der Bevölkerung.

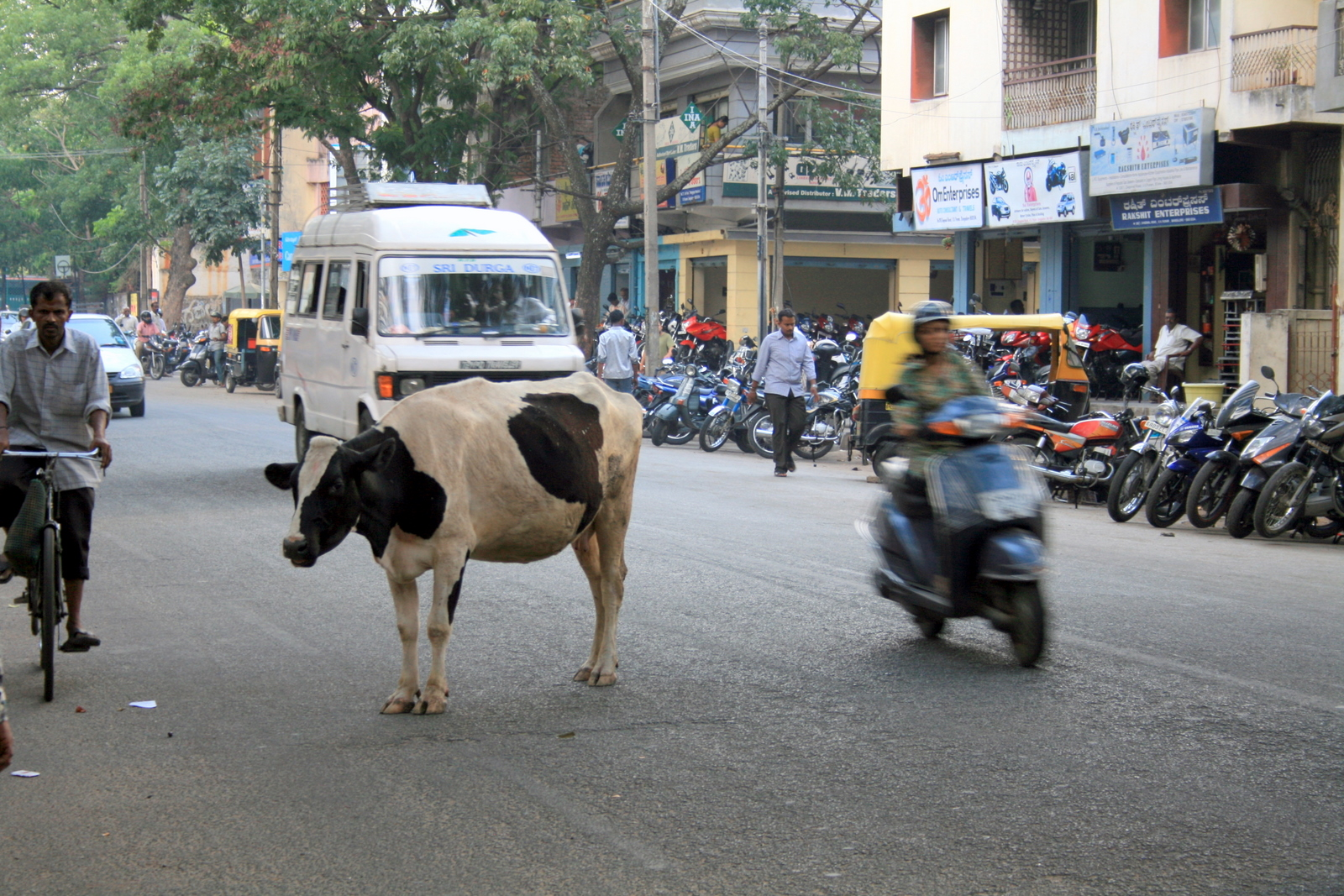
Kuh im Straßenverkehr Bengalurus

Auch die Nachbarschaft zu ausgedehnten Slums dokumentiert das oft extreme Gefälle der indischen Gesellschaft. Nach einer Zählung aus dem Jahr 2001 leben etwa 346.000 Einwohner (etwa 8,1 % der damaligen Bevölkerung) Bengalurus in Slums.
In einer Rangliste der Städte nach ihrer Lebensqualität für ins Ausland verlegte Arbeitnehmer  belegte Bengaluru im Jahr 2019 den 149. Platz unter 231 untersuchten Städten weltweit. Die Stadt lag damit im indischen Vergleich hinter Hyderabad und Pune (beide Platz 143), aber vor Mumbai (Platz 154), Kolkata (Platz 160) und Delhi (Platz 162).
Bengaluru ist weiterhin bekannt für seine Seidenprodukte und seine Sandelholz-Schnitzereien.

## Sehenswürdigkeiten

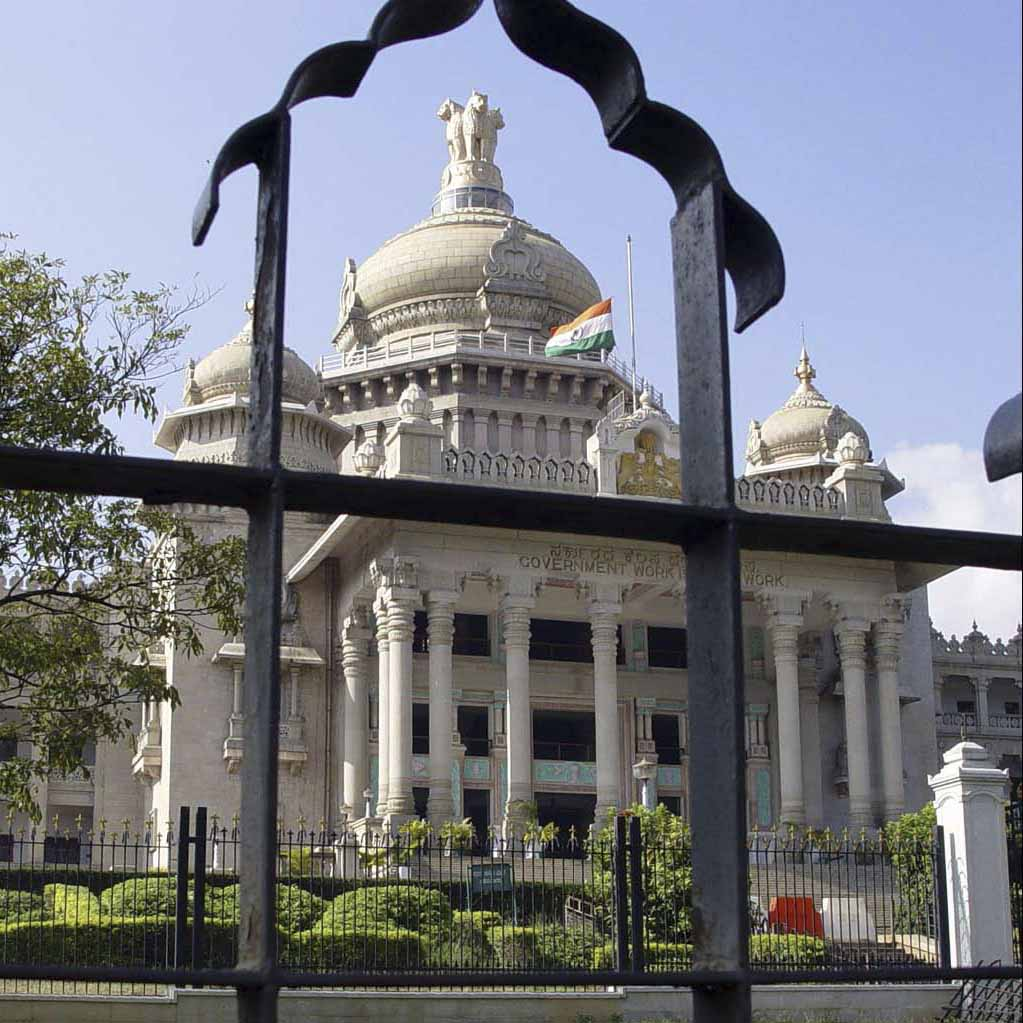
Vidhana Soudha (Parlament)

Bengaluru wird auch die „Gartenstadt“ genannt, da sie für indische Maßstäbe eine hohe Zahl von Parks besitzt. Die größten sind Lal Bagh, ein beinahe 100 Hektar großer Park mit sehenswertem Glashaus, Blumenbeeten und diversen künstlich angelegten Wasserflächen, und der Cubbon Park. Weitere Sehenswürdigkeiten sind Vidhana Soudha (Parlament) und der Karnataka High Court – der Hauptsitz des obersten Gerichtes des Bundesstaats, sowie viele kleine und große Tempel und mehrere christliche Kirchen. Der größte Tempel ist ein ISKCON-Krishna-Tempel im Rajajinagar Distrikt im Norden der Stadt, nahe dem Fernbahnhof Yeshwanthpur Junction.

### Die Festung
Die Lehmwälle, die Kempe Gowda beim Bau der Festung 1537 anlegen ließ, genügten Hyder Ali nicht. Er ließ sie durch Steinmauern ersetzen und einen Graben ziehen. Die Tore und Bögen wurden im islamischen Stil gebaut. Da Hyder Ali Andersgläubige tolerierte, entstand unter seiner Herrschaft ein kleiner Ganesh-Tempel innerhalb der Festungsmauern. Heute sind Teile der Mauern als Folge des Straßenbaus niedergerissen worden; für den Bau des Victoria-Hospitals wurde ein Graben zugeschüttet. Von den acht Toren ist nur noch das Delhi-Tor geblieben.

### Lal Bagh
Die Parkanlage Lal Bagh südlich des Stadtzentrums wurde 1740 von Hyder Ali gegründet. Sie ist reich an tropischen und subtropischen Pflanzen, die zum Teil von Tippu Sultan importiert wurden und beherbergt einen Botanischen Garten (Lal Bagh Botanical Gardens).

### Der Palast von Bengaluru
Dieser Prunkbau im Tudorstil wurde 1887 im Auftrag der Wadiyars gebaut.

## Infrastruktur und Verkehr
Die Infrastruktur der Stadt kann mit der rasanten Bevölkerungsentwicklung der letzten 20 Jahre kaum mithalten. Neben völlig überlasteten Bussen mit häufig noch antiquierter Technik und einer Armada von Autorikschas – offenen, auf Motorrollertechnik basierenden Dreirädern für zwei Passagiere – sind inzwischen auch Taxis im Einsatz. Bengaluru ist weltweit die Stadt mit den meisten Motorrädern und -rollern. 2011 wurde der erste Abschnitt der Bengaluru Metro (Namma) eröffnet. Seit Juni 2017 sind zwei Linien (violett und grün) mit einer Gesamtlänge von 42,3 Kilometern (davon 8,8 km im Tunnel) und 40 Bahnhöfen in Betrieb. Die Phase 2 der Erweiterung mit zwei neuen Linien und Verlängerungen der Bestehenden, insgesamt 72 km neue Strecken, befindet sich im Bau.
Die Straßen sind für westliche Verhältnisse in schlechtem Zustand und können die Masse an Fahrzeugen kaum bewältigen. Die Stadtverwaltung versucht, die schlimmsten Schwachstellen durch Straßenverbreiterungen, Einbahnregelungen und Bau von Brücken zu beseitigen, allerdings bisher mit geringem Erfolg, Staus gehören zum Stadtbild.
Da der Güternahverkehr ausschließlich auf der Straße abgewickelt wird, der Müll mangels einer tragfähigen Müllentsorgung oft noch an Ort und Stelle verbrannt wird und zudem zahllose Baustellen zum Staubaufkommen beitragen, ist auch die Luftverschmutzung hoch.
Stromnetze sind häufig überlastet, Abschaltungen ganzer Stadtviertel sind an der Tagesordnung. Der durch Stromabschaltungen gewünschte Energiespareffekt wird allerdings dadurch konterkariert, dass die meisten Läden und besseren Wohngegenden Notstromaggregate haben, die wiederum zur Luftverschmutzung beitragen.
Der am 24. Mai 2008 neu eröffnete Kempegowda International Airport Bengaluru (IATA-Code BLR) liegt etwa 40 Kilometer nördlich des Stadtzentrums und löste den in der Stadt gelegenen, jedoch zunehmend überlasteten Hindustan Airport (auch HAL Bangalore International Airport) ab. Das BIAL-Projekt stand in der Kritik, da der Flugplatz wegen chaotischer Verkehrsbedingungen häufig nur schlecht erreichbar ist und für die Anreise gerade aus südlichen Stadtteilen je nach Tageszeit mit mehreren Stunden gerechnet werden muss. Der neue Flughafen, mit 16,4 Quadratkilometer Fläche und im Endausbau zwei Startbahnen, ist für jährlich 50 Millionen Fluggäste konzipiert und soll auch für den Airbus A380 tauglich sein. Der Flughafenneubau wurde notwendig, seit der alte Flughafen von Bengaluru, eigentlich der Werksflugplatz der Hindustan Aeronautics (HAL), angesichts des rasant wachsenden Luftaufkommens hoffnungslos überlastet war. Es gab nur zwei Gates und zwei Passagierbrücken, kaum mehr als ein Dutzend Abfertigungsschalter und nur drei Gepäckbänder. Da die durch große Passagierflugzeuge aus Europa verursachten Aufwände innerhalb des normalen Tagesgeschäftes nicht zu bewältigen waren, wurden diese Maschinen in der Regel nachts abgefertigt.
Luftverschmutzung und Verkehrsprobleme haben in Bengaluru ein Ausmaß erreicht, das die weitere wirtschaftliche Entwicklung der Stadt ernsthaft bedroht. Einige IT-Firmen erwogen daher eine Abwanderung nach Hyderabad, bislang ist das Wachstum der Stadt jedoch ungebrochen.
In Bengaluru herrscht seit 2012 durchgehend Dürre (Stand: Mai 2017). Die Trinkwasserquellen sind erschöpft, nach Angaben des zuständigen Bengaluru Water Supply and Sewerage Board nähern sich die Grundwasserstände dem Nullpunkt. Das Indian Institute of Science sagte im Sommer 2016 in einer seitdem zurückgezogenen Prognose, dass die Region bis 2020 unbewohnbar sein werde.
Auch die Abwasserentsorgung stellt ein Problem dar. Ein Beispiel dafür liefert der Ulsoor Lake mit seinem hohen Verschmutzungsgrad.

## Sport
In Bengaluru befindet sich mit dem M. Chinnaswamy Stadium ein Test-Cricket-Stadion. In der Stadt bestreitet die Indische Cricket-Nationalmannschaft regelmäßig Heimspiele gegen andere Nationalmannschaften. Im M. Chinnaswamy Stadium fanden unter anderem Spiele bei den Cricket World Cups 1987, 1996, 2011 und 2023, der ICC World Twenty20 2016 und der ICC Women’s World Twenty20 2016. Das Cricket-Team der Stadt, die Royal Challengers Bangalore, spielt in der Indian Premier League.
Seit 2008 findet ein hochkarätig besetzter Straßenlauf, die World 10K Bangalore, im Mai statt.

## Persönlichkeiten

### Söhne und Töchter der Stadt
- Lindsay Anderson (1923–1994), britischer Regisseur
- S. N. Balagangadhara (* 1952), Indologe
- Sharmada Balu (* 1993), Tennisspielerin
- Ali Bongo (1929–2009), britischer Zauberkünstler und Comedian
- Rohan Bopanna (* 1980), Tennisspieler
- Rhea Chakraborty (* 1992), Schauspielerin
- Vivian Cox (1915–2009), britischer Filmproduzent
- Tena Desae (* 1987), Schauspielerin und Model
- Aaron D’Souza (* 1992), Schwimmer
- Shakuntala Devi (1929–2013), Rechenkünstlerin
- Guru Dutt (1925–1964), Filmregisseur, Schauspieler und Produzent
- Lara Dutta (* 1978), Schauspielerin
- Joseph Alexander Fernandes (1889–1967), römisch-katholischer Geistlicher
- Charles Howard Foulkes (1875–1969), Leiter des chemischen Dienstes der britischen Armee
- William John Gill (1843–1882), englischer Forschungsreisender
- Alexander von Gontard (* 1954), deutscher Mediziner und Psychiater
- Ram Gopal (≈1917–2003), Tänzer und Choreograph
- Suhas Gopinath (* 1986), Jungunternehmer
- Friedrich Hübner (1911–1991), deutscher evangelischer Theologe, Missionar, Pastor und Kirchenfunktionär
- Nafisa Joseph (1978–2004), Model, Schauspielerin und Moderatorin
- Kalpana Kalahasti (* 1974), Raumfahrtingenieurin
- Mirya Kalmuth (* 1981), deutsche Schauspielerin
- Udayraj Karpur, Tablaspieler
- Algernon Kingscote (1888–1964), britischer Tennisspieler
- Prasidh Krishna (* 1996), Cricketspieler
- Arokia Raj Satis Kumar (* 1977), römisch-katholischer Geistlicher, Weihbischof in Bangalore
- Anil Kumble (* 1970), ehemaliger Kapitän der indischen Cricket-Nationalmannschaft
- David J. Lake (1929–2016), australischer Science-Fiction-Autor
- Tambi Larsen (1914–2001), dänisch-US-amerikanischer Filmarchitekt
- Chitra Magimairaj (* 1973), Billiard- und Snookerspielerin
- Arjun Maini (* 1997), Automobilrennfahrer
- Sandesh Manuel (* 1980), Ordenspriester
- Kiran Mazumdar-Shaw (* 1953), Unternehmerin
- Carolyn McCall (* 1961), britische Managerin
- Swati Mohan (* 1983), US-amerikanische Luftfahrtingenieurin
- Jagadeesh Moodera (* 1950), Physiker
- Dino Morea (* 1975), Schauspieler
- B. V. Nagarathna (* 1962), Juristin
- Anaitha Nair (* 1984), Film- und Theaterschauspielerin
- Nandan Nilekani (* 1955), Manager
- Prakash Padukone (* 1955), Badmintonspieler
- Deepika Padukone (* 1986), Bollywood-Schauspielerin
- Anthony Page (* 1935), britischer Bühnen- und Filmregisseur
- Ashwini Ponnappa (* 1989), Badmintonspielerin
- Derek Prince (1915–2003), britischer Philosoph, Pfingstpastor und international bekannter Bibellehrer
- KL Rahul (* 1992), Cricketspieler
- Sundar Raj (* 1951), Filmschauspieler
- Rajinikanth (* 1950), Schauspieler
- C. N. R. Rao (* 1953), Chemiker
- Bhogaraju Ramana Rao, Arzt
- Disha Ravi, Klimaschützerin
- Agha Shahi (1920–2006), Politiker, Diplomat, Außenminister und pakistanischer Botschafter bei den Vereinten Nationen
- Sri Sri Ravi Shankar (* 1956), Friedensbotschafter und Gründer der International Art of Living Foundation
- Anushka Sharma (* 1988), Schauspielerin
- H. V. Sheshadri (1926–2005), Autor und sozialer Aktivist
- Salil Shetty (* 1961), Menschenrechtsaktivist
- Kumble R. Subbaswamy, US-amerikanischer Physiker und Hochschulbeamter indischer Herkunft
- Joseph Susainathan (* 1964), römisch-katholischer Geistlicher, Weihbischof in Bangalore
- Anup Sridhar (* 1983), Badmintonspieler
- Hannumappa Reddy Sudarshan (* 1950), Arzt und Professor an der Indira Gandhi National Open University
- Ernest Dunlop Swinton (1868–1951), britischer Offizier
- Rajeev Taranath (1932–2024), Sarodspieler; Komponist und Musikpädagoge
- Alfred Thomson (1894–1979), britischer Grafiker, Maler und Olympiasieger
- Harry Tuzo (1917–1998), britischer General
- V. S. Varadarajan (1937–2019), indisch-amerikanischer Mathematiker und Professor an der University of California, Los Angeles
- T. N. Venkataramana (* 1958), Mathematiker
- Varijashree Venugopal (* 1991), Sängerin und Flötistin klassischer indischer Musik

### Sonstige prägende Persönlichkeiten
- Gauri Lankesh (1962–2017), indische Journalistin und Rationalistin
- T. A. S. Mani (≈1936–2020), indischer Percussionist, bekannter Mridangam-Spieler und Gründungsdirektor des Karnataka College of Percussion
- R. A. Ramamani (* um 1956), indische Sängerin, Komponistin und Lehrerin

### Artikel
- G. V. Dasarathi: Bangalore: Silicon Valley or Coolie Valley? Rediff.com, 4. März 2004.
- How did Bangalore get its name? BangaloreBest.com, abgerufen am 12. Februar 2015.
- Website Praktikum-Indien.de der Asia-Interns.com Pte. Ltd., abgerufen am 12. Februar 2015.
- Frank Hoffmeier: Bengaluru – Glanz und Elend in Indiens Wachstumsstadt. Readers Edition Blogform-Projekt, 20. Dezember 2006; abgerufen am 12. Februar 2015.

### Bilder
- Krishnanand Kamat: My Own Private Bangalore: A Photographic Essay. 17. April 2002; Aktualisierungen bis 1. Januar 2015; abgerufen am 12. Februar 2015.